# Grand prix de littérature Paul Morand
Grand prix de littérature Paul Morand är ett franskt litteraturpris som instiftades av Franska akademien 1977 och delades ut första gången 1980. Det är uppkallat efter författaren Paul Morand. Det belönar en författares livsverk och delas ut vartannat år, växelvis med Franska Akademiens stora pris.

## Pristagare
Följande har tilldelats priset:
- 1980: Jean-Marie Gustave Le Clézio
- 1982: Henri Pollès
- 1984: Christine de Rivoyre
- 1986: Jean Orieux
- 1988: E.M. Cioran
- 1990: Jean-François Deniau
- 1992: Philippe Sollers
- 1994: Andrée Chedid
- 1996: Marcel Schneider
- 1998: Daniel Rondeau
- 2000: Patrick Modiano
- 2002: Jean-Paul Kauffmann
- 2004: Jean Rolin
- 2006: Jean Echenoz
- 2008: Jacques Roubaud
- 2010: Olivier Rolin
- 2012: Patrick Grainville
- 2014: Gilles Lapouge
- 2018: Charles Dantzig